# Ulica bł. Czesława we Wrocławiu

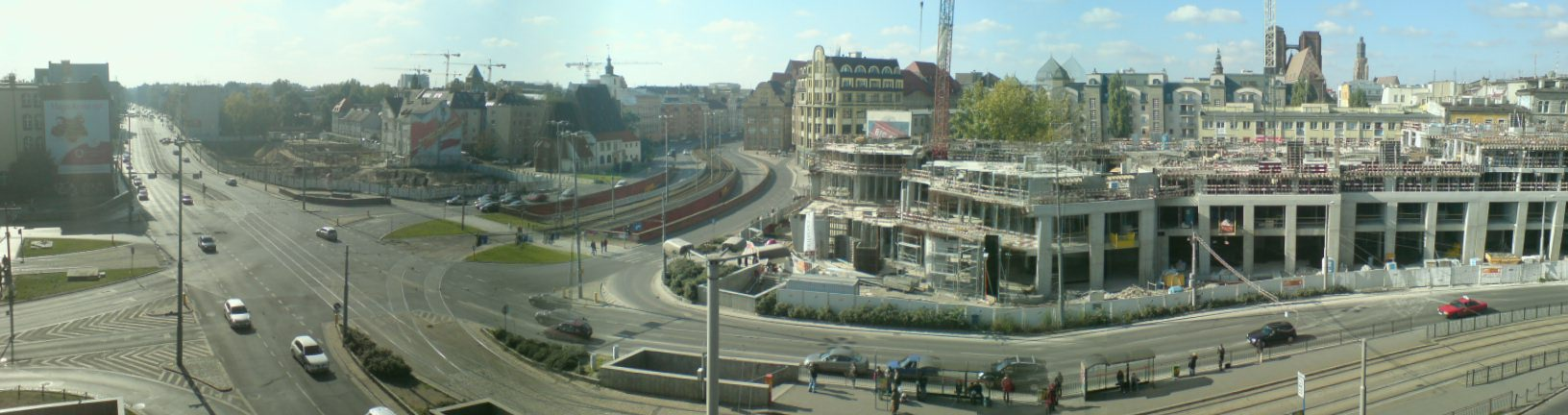
Budowa Justin Center

Ulica Błogosławionego Czesława – ulica położona we Wrocławiu na Starym Mieście. Łączy ulicę Oławską i ulicę Piotra Skargi z ulicą św. Katarzyny oraz ulicą Wita Stwosza i placem Dominikańskim. Ma 118 m długości. 

## Historia
W latach 1883/1884–1887/1888 po stronie zachodniej zbudowano pseudobarokowy (styl renesansu włoskiego) gmach Poczty Głównej. Projektantami budynku byli: Julius Hennicki i Hermann von der Hude. Przy ulicy pod numerem 5 stała między innymi kamienica "Pod Niebieską Kulą", w której swoje pracownie prowadzili: szewc J. Tansin i fryzjer M. Klahn.
Podczas działań wojennych w czasie oblężenia Wrocławia w 1945 roku rejon pobliskiego placu Dominikańskiego został podpalony i wyburzony przez hitlerowców. W wyniku tego także zabudowa przy ulicy Błogosławionego Czesława uległa w ten sposób zniszczeniu. Zniszczenia wojenne spowodowane były także bombardowaniami. Po wojnie ruiny zostały rozebrane, a układ ulic i zaułków zmieniony. W 1956 roku rozebrano pozostałości gmachu poczty. Zachodnia i wschodnia ulicy pierzeja od czasu powojennego odgruzowania tego rejonu do końca XX wieku pozostawała w obu kwartałach niezabudowana. Tylko na wschodnim krańcu skweru przy fosie miejskiej wzniesiono w początku lat 70. XX wieku według projektu typowego hotel Panorama należący do sieci Orbis.
W latach 2000–2001 zbudowano po stronie wschodniej Galerię Dominikańską przy placu Dominikańskim 3 z Hotelem Mercure Panorama przy placu Dominikańskim 1. Obiekt w 2001 roku został wyróżniony przez Stowarzyszenie Architektów Polskich nagrodą w dziedzinie architektury. 
Począwszy od 2006 roku po stronie zachodniej, przez 3 lata, trwała budowa kompleksu Justin Center przy ulicy Krawieckiej 1-3, według projektu pracowni ARCH-E Biuro projektowe. Inwestycja obejmowała w kwartał ulic: Krawiecka, Wita Stwosza, Błogosławionego Czesława i Oławska. Budowę zakończono w styczniu 2009 roku. Powstał tu kompleks zabudowy mieszkaniowej, hotelowej, biurowo-usługowej, z lokalami handlowymi i parkingiem.
W 2015 roku zrealizowano inwestycję w ramach budżetu obywatelskiego: WBO 2014 - Rowerowy Wrocław - bezpieczne trasy rowerowe w centrum. W jej ramach w ulicy Błogosławionego Czesława i powiązanych ulicach zbudowano około 1000 m ścieżek i tras rowerowych.

## Nazwy
W swojej historii ulica nosiła następujące nazwy:
- Poststrasse, do 1945 r.[15][10]
- Pocztowa, 1945 r.[15]
- Błogosławionego Czesława, od 1945 r.[1][15].

Nazwy Poststrasse i Pocztowa nawiązywały do położonego tu budynku Poczty Głównej, który jednak został po II wojnie rozebrany ze względu na zniszczenia, jakie powstały podczas działań wojennych prowadzony w czasie oblężenia Wrocławia w 1945 r.. Współczesna nazwa ulicy została nadana przez Zarząd Miejski i ogłoszona w okólniku nr 97 z 31.11.1945 r.. Upamiętnia ona związanego z Wrocławiem Czesława Odrowąża, patrona miasta, pochowanego w kościele św. Wojciecha, w osobnej kaplicy . Natomiast nazwa przejścia podziemnego dla pieszych pod ulicą – Przejście Winogronowe – nawiązuje do nazwy łączącej niegdyś ulicę Krawiecką z ulicą Oławską uliczki, która nosiła nazwę Zaułku Winogronowego – Weintraubengasse.

## Układ drogowy
Do ulicy przypisana jest droga gminna numer 106475D o długości 118 m klasy lokalnej. Zajmuje 5914 m² powierzchni terenu. Jest to droga dwujezdniowa z pasem rozdzielającym. Dla obu kierunków wydzielono ścieżki rowerowe, tylko z jednym łącznikiem drogowym.
Wzdłuż całej ulicy przebiega linia tramwajowa w wydzielonym pasie rozdzielającym , dwutorowa, z przystankami w obu kierunkach jazdy. W kierunku północnym jest ona kontynuowana w ulicy św. Katarzyny, a w kierunku południowym łączy się z liniami tramwajowymi w ulicy Piotra Skargi, ulicy Oławskiej w kierunku wschodnim i ulicy Oławskiej w kierunku zachodnim, dalej ulicą Kazimierza Wielkiego (Trasa W-Z). Przystanki tramwajowe i autobusowe w tym rejonie noszą nazwę "Galeria Dominikańska" .
W południowym krańcu ulicy znajduje się przejście podziemne dla pieszych – Przejście Winogronowe – z wyjściami na perony tramwajowe, wejściem do Galerii Dominikańskiej oraz lokalem gastronomicznym, handlowym i toaletą publiczną (szalet) .
Ulice i place powiązane z ulicą Błogosławionego Czesława:
- skrzyżowanie, sygnalizacja świetlna[29]: 
  - ulica Oławska, stanowiąca na tym odcinku fragment Trasy W-Z, z dwoma tunelami samochodowymi pod skrzyżowaniem i dwoma tunelami z podziemnymi przejściami dla pieszych, w tym jedno pod ulicą Błogosławionego Czesława[1][30]; Przejście Winogronowe[4][5]
  - ulica Piotra Skargi[31][32]
- skrzyżowanie, sygnalizacja świetlna[33]:
  - ulica św. Katarzyny[1][34]
  - ulica Wita Stwosza[35]
  - plac Dominikański[36].

## Zabudowa i zagospodarowanie
Wschodnią pierzeję ulicy stanowi budynek Galerii Dominikańskiej i Hotelu Mercure Panorama. Zachodnią pierzeję zaś tworzy kompleks zabudowy Justin Center.
Teren ulicy położony jest na wysokości bezwzględnej około 119–120 m n.p.m. Zachodnia strona ulicy położona jest w obrębie rejonu statystycznego nr 933110, w którym gęstość zaludnienia wynosiła 5609 osób/km² przy 580 osobach zameldowanych, a wschodnia w obrębie rejonu statystycznego nr 933180, w którym gęstość zaludnienia wynosiła 60 osób/km² przy 19 osobach zameldowanych (według stanu na dzień 31.12.2018 r.).

## Ochrona i zabytki
Obszar, na którym położona jest ulica bł. Czesława, podlega ochronie w ramach zespołu urbanistycznego Starego Miasta z XIII-XIX wieku, wpisanego do rejestru zabytków pod nr. rej.: 196 z 15.02.1962 oraz A/1580/212 z 12.05.1967 r.. Inną formą ochrony tych obszarów jest ustanowienie historycznego centrum miasta, w nieco szerszym obszarowo zakresie niż wyżej wskazany zespół urbanistyczny, jako pomnik historii  . Samo miasto włączyło ten obszar jako cenny i wymagający ochrony do Parku Kulturowego "Stare Miasto", który zakłada ochronę krajobrazu kulturowego oraz uporządkowanie, zachowanie i właściwe kształtowanie krajobrazu kulturowego i historycznego charakteru najstarszej części miasta .
Przy ulicy nie ma położonych obiektów wpisanych do rejestru zabytków. Jedynie jej osie widokowe częściowo zamykają następujące zabytki:
| obiekt, położenie | powstanie, nr rej. | foto |
| --- | --- | ---- |
| oś widokowa w kierunku północnym | |      |
| Fara ośrodka przedlokacyjnego, następnie kościół klasztorny Dominikanów pw. św. Wojciecha, obecnie kościół parafialny pw. św. Wojciecha plac Dominikański 2 | 1112 r., lata 1250-1270, 1295-1330, 1711-1718, odbudowa 1946-1948 i lata 1953-1955, 1961-1962 (1226 r. – XVIII wiek, 1945 r.) 15 z 28.11.1947 r.; D/1 z 17.02.1960 r. oraz A/239/165 z dnia 15.02.1962 r. |      |
| oś widokowa w kierunku południowym | |      |
| Budynek szkoły powszechnej (Volksschule), następnie IX Liceum Ogólnokształcącego imienia Juliusza Słowackiego ulica Piotra Skargi 31                        | lata 1891-1893 (projekt Richard Plüddemann, Karl Klimm - 1889 r.) gez, mpzp |      |